# Forêt sacrée de Kpassè
La forêt sacrée de Kpassè constitue un îlot forestier à Ouidah, un centre important du vaudou dans le sud du Bénin. Elle héberge plusieurs divinités et sert de cadre à de grandes cérémonies rituelles périodiques. La forêt fonctionne également comme un musée à ciel ouvert, attirant de nombreux visiteurs.

## Localisation
La forêt se trouve dans le département de l'Atlantique, à l'est de la commune de Ouidah, dans l'arrondissement de Tovè II et le quartier de Tovè qui l'englobe entièrement. À l'origine elle s'étendait sur 30 hectares, mais avec l'extension des cités, elle a perdu en superficie et ne compte plus que 4 hectares et se retrouve donc en pleine ville.

## Histoire
La forêt, également appelée Kpassèzoun, tire sa sacralité d’un événement légendaire lié au roi Kpassè, deuxième souverain de Savi et fondateur du royaume houéda. Au milieu du  XVIIe siècle, le roi disparaît puis réapparaît miraculeusement dans un pied d’iroko (Milicia excelsa) situé au cœur de la forêt. Cet arbre, associé à ce phénomène surnaturel, devient sacré.

## Statut
Au Bénin, un arrêté interministériel de 2012 fixe les principes et les conditions de protection et de gestion des forêts sacrées, en mettant en œuvre des mesures de conservation, de mise en valeur et d’utilisation durable des ressources forestières du domaine sacré.
La forêt sacrée se définit comme «  un écosystème de petite superficie qui est maintenu même dans une zone où les forêts n’existent plus depuis très longtemps par les populations locales, pour diverses raisons ayant un caractère sacré et que les populations respectent beaucoup ».
Le gouvernement béninois a sollicité l'appui technique et financier du Programme des Nations unies pour le développement (PNUD) et du Fonds pour l'environnement mondial (FEM) pour élaborer le « Projet d'intégration des forêts sacrées (comme aires communautaires) dans le Système des aires protégées du Bénin (PIFSAP) », lancé en juin 2011 pour une durée de quatre ans. Cependant ce projet ayant connu une phase de léthargie en 2014, un nouveau cycle a été envisagé pour 2014-2018.

## Collections
La forêt sacrée de Kpassè est aujourd'hui aussi un musée d'art contemporain,.

### Patrimoine culturel et historique

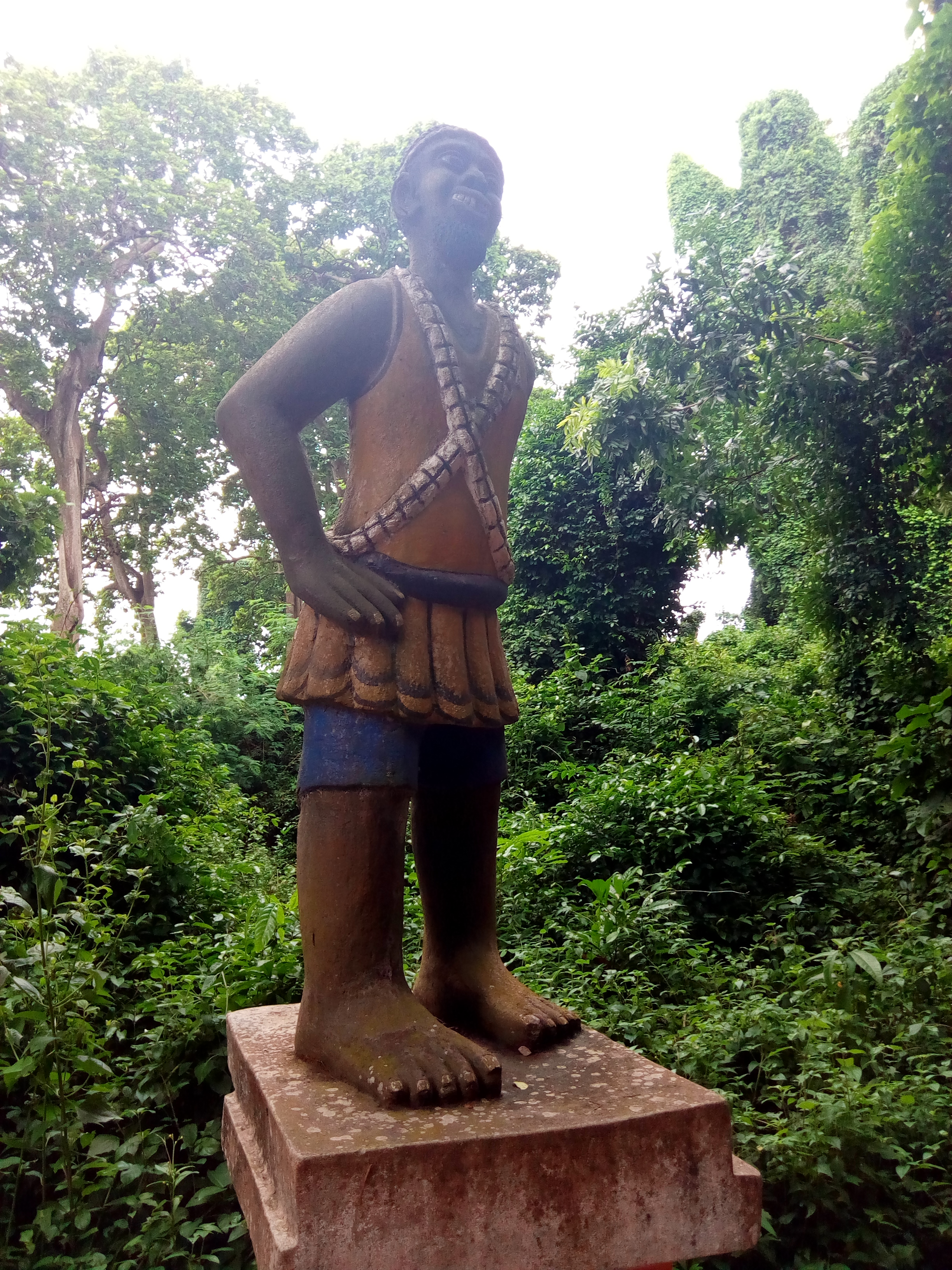
Le génie.

On y trouve des statues symbolisant des divinités vaudous comme:
- Mami Wata (aussi appelée Yemendja par les Yorubas) ;
- Gu (l'Ogoun des Yorubas), dieu de la guerre et des forgerons ;
- Ogoun Zobla représentant l'intelligence pure et la réussite
- Sakpata, dieu de la variole et plus généralement de la maladie, de la guérison et de la Terre ;
- Hêbiosso (ou Hêvièsso), dieu de l'orage et de la foudre. Il est accompagné d'un nain ou d'un homoncule chargé de forger ses éclairs ;
- Lègba, qui est l'intermédiaire et le messager des dieux. Il est assimilé, dans le vaudou syncrétiste haïtien, à saint Pierre, qui détient les clefs du paradis et de l'enfer. Il préside le lavage des mains d'eau et de rhum.

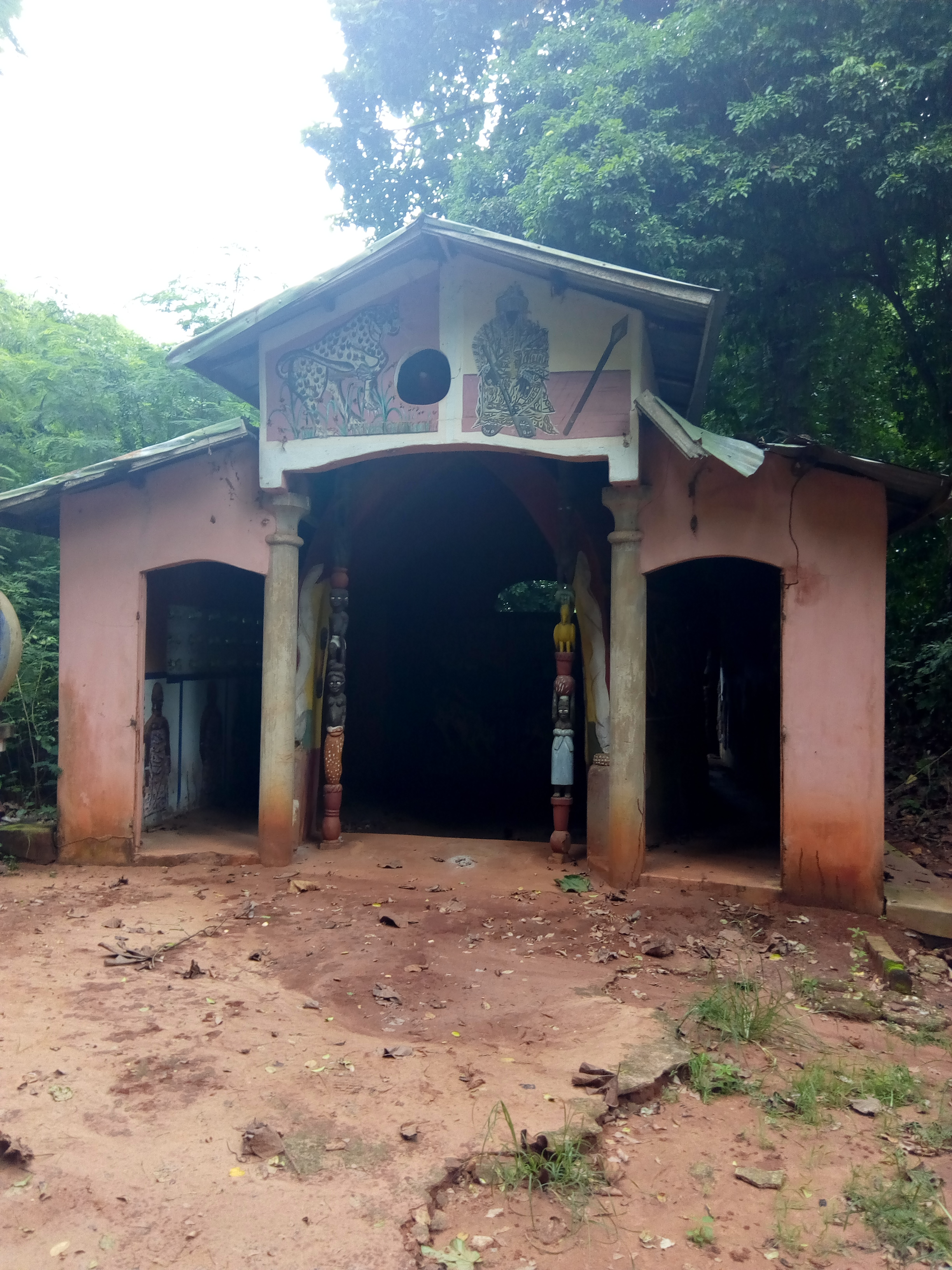
Entrée du couvant de La Forêt Sacrée de Kpassè.
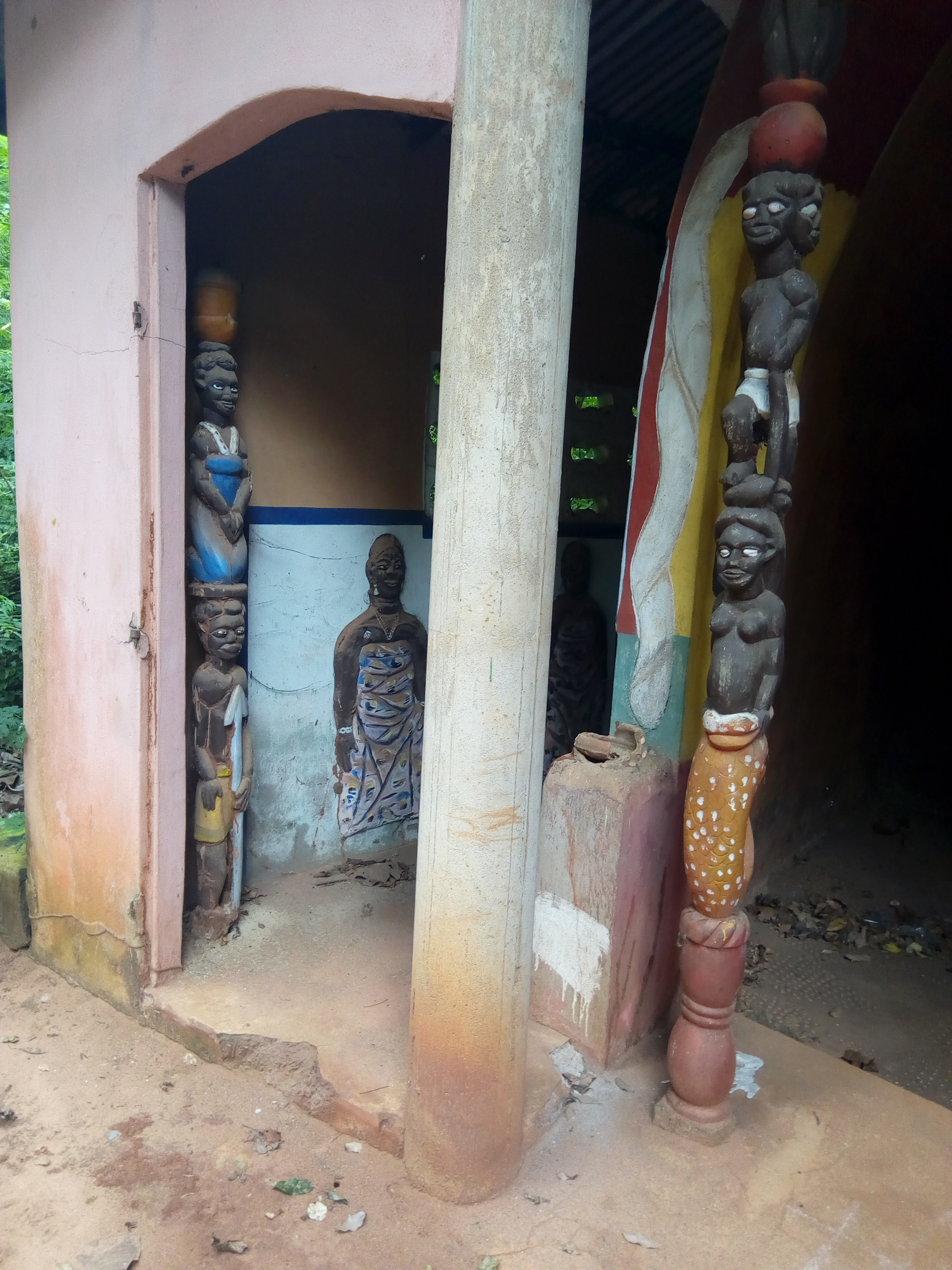
Entrée féminine du couvant de La Forêt Sacrée de Kpassè.
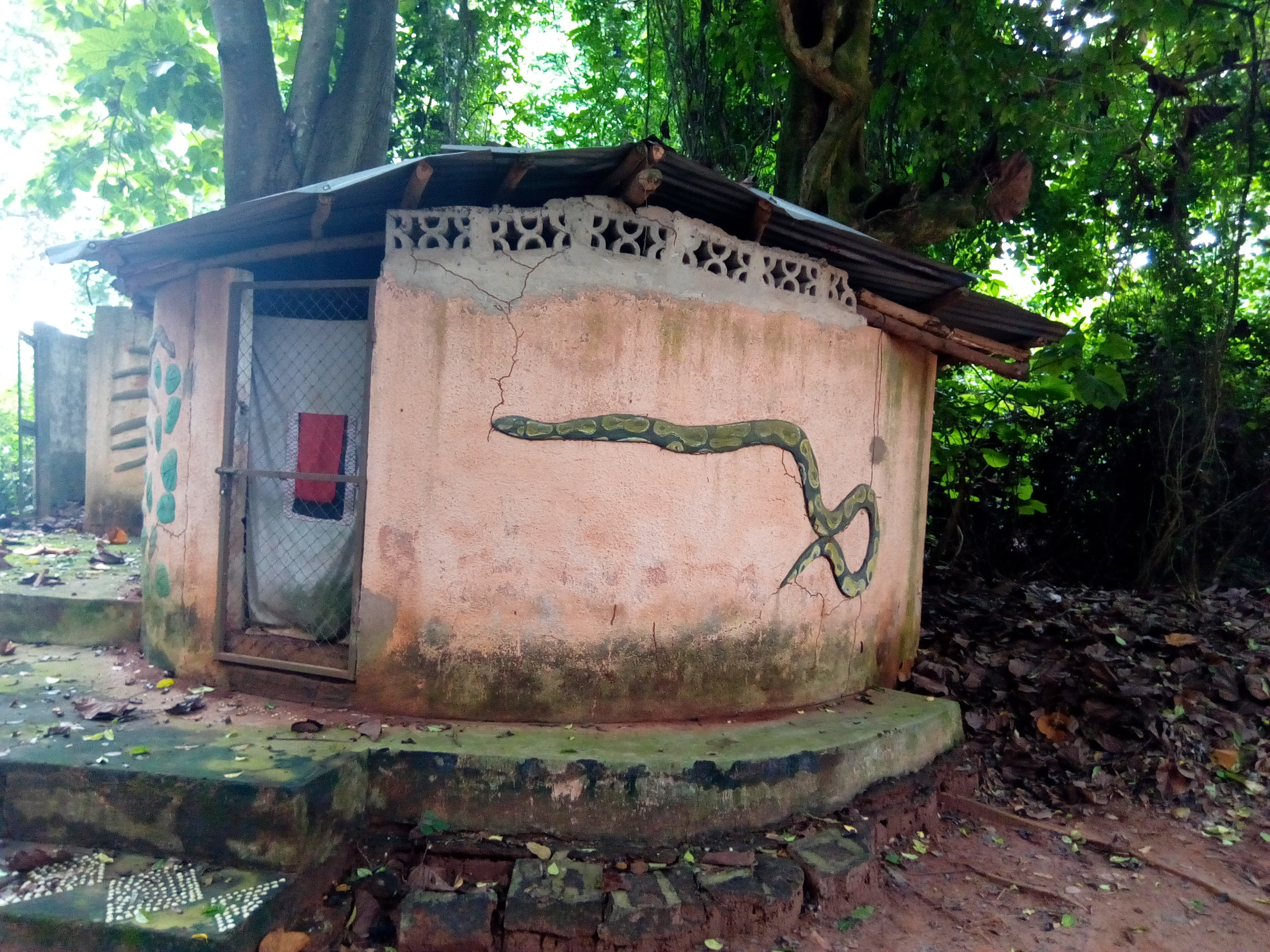
Case pour rituels de La Forêt Sacrée de Kpassè.
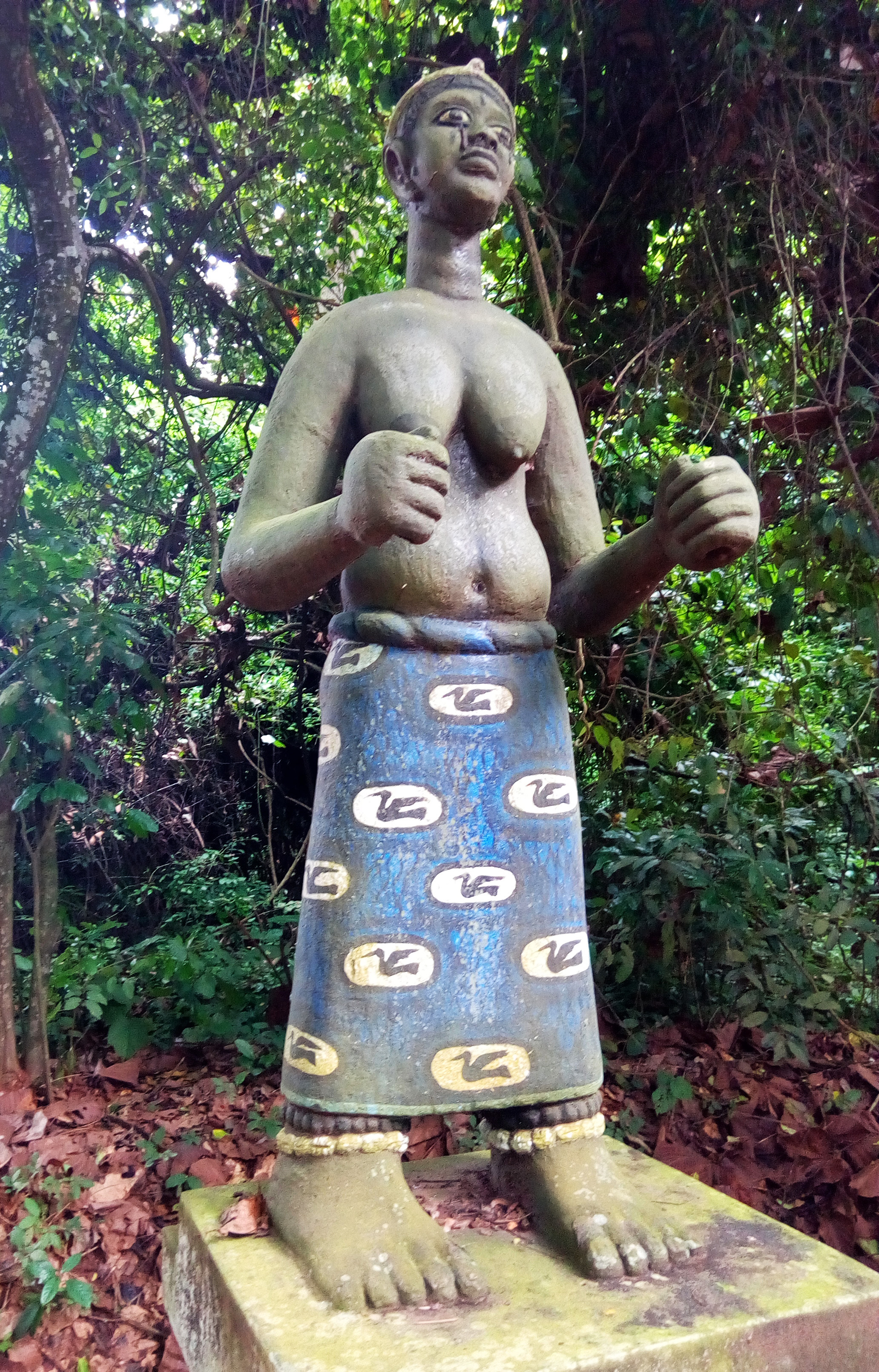
Adepte de Sakpata.
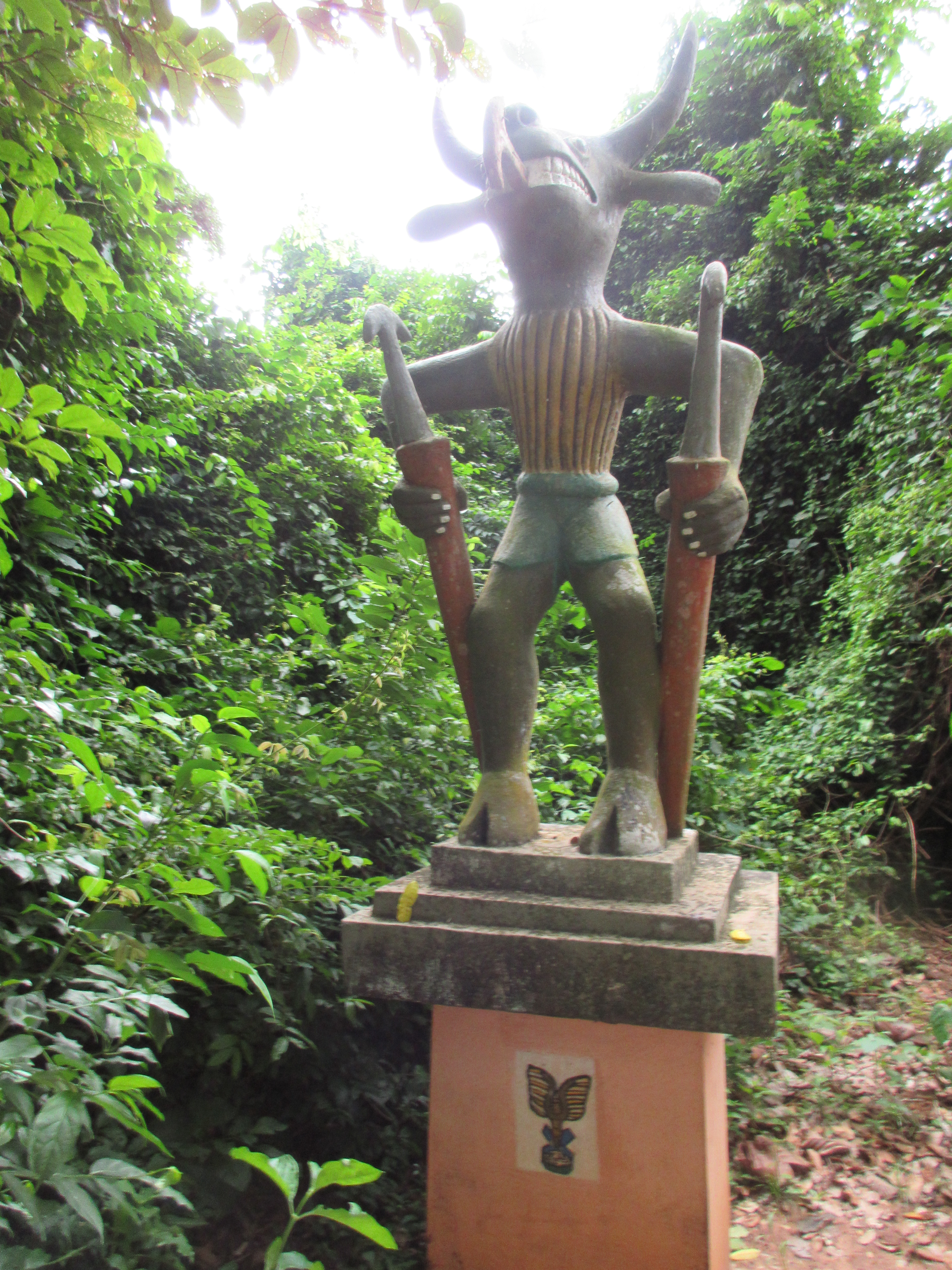
Hêvièsso.
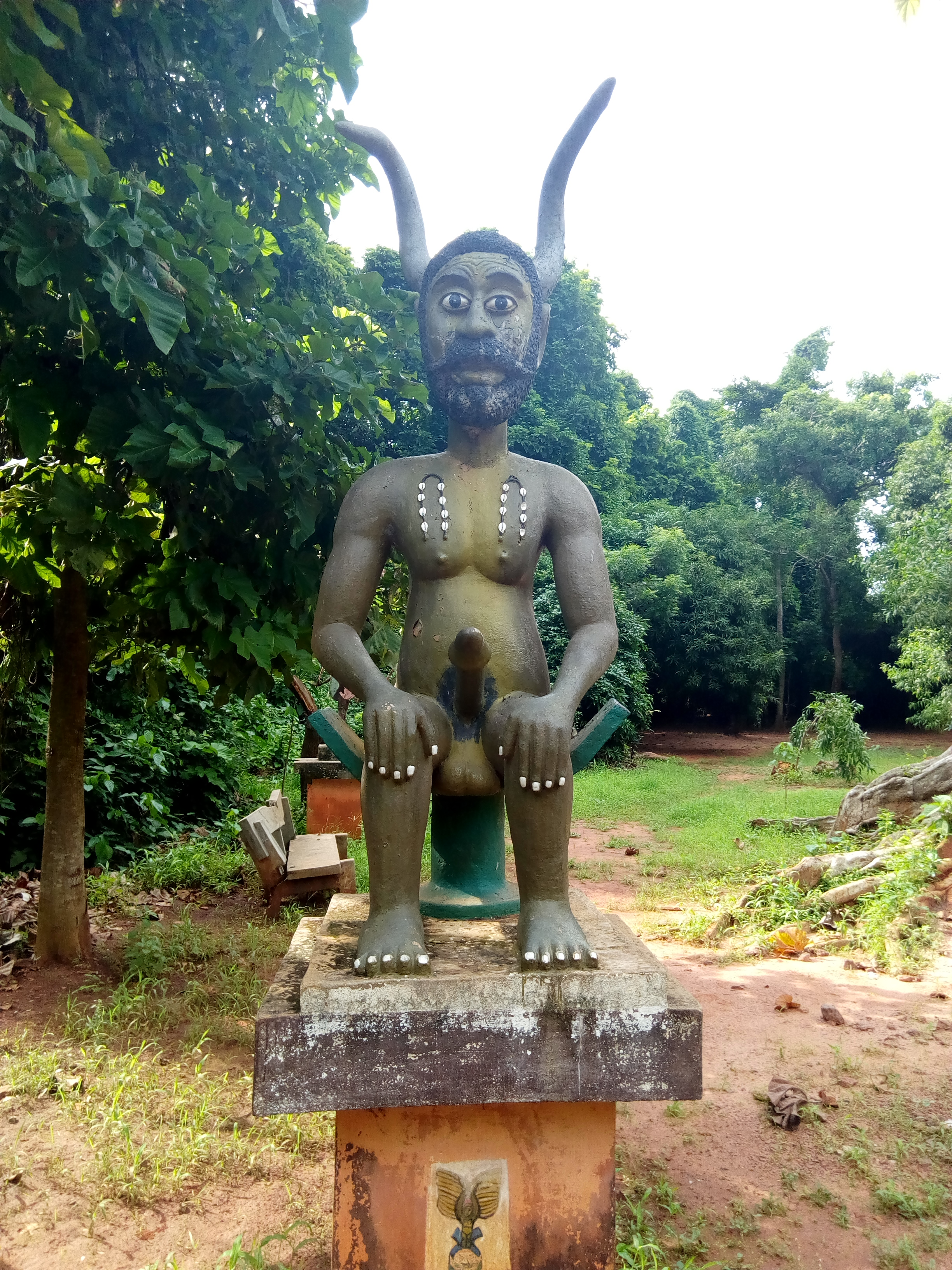
Tolègba.
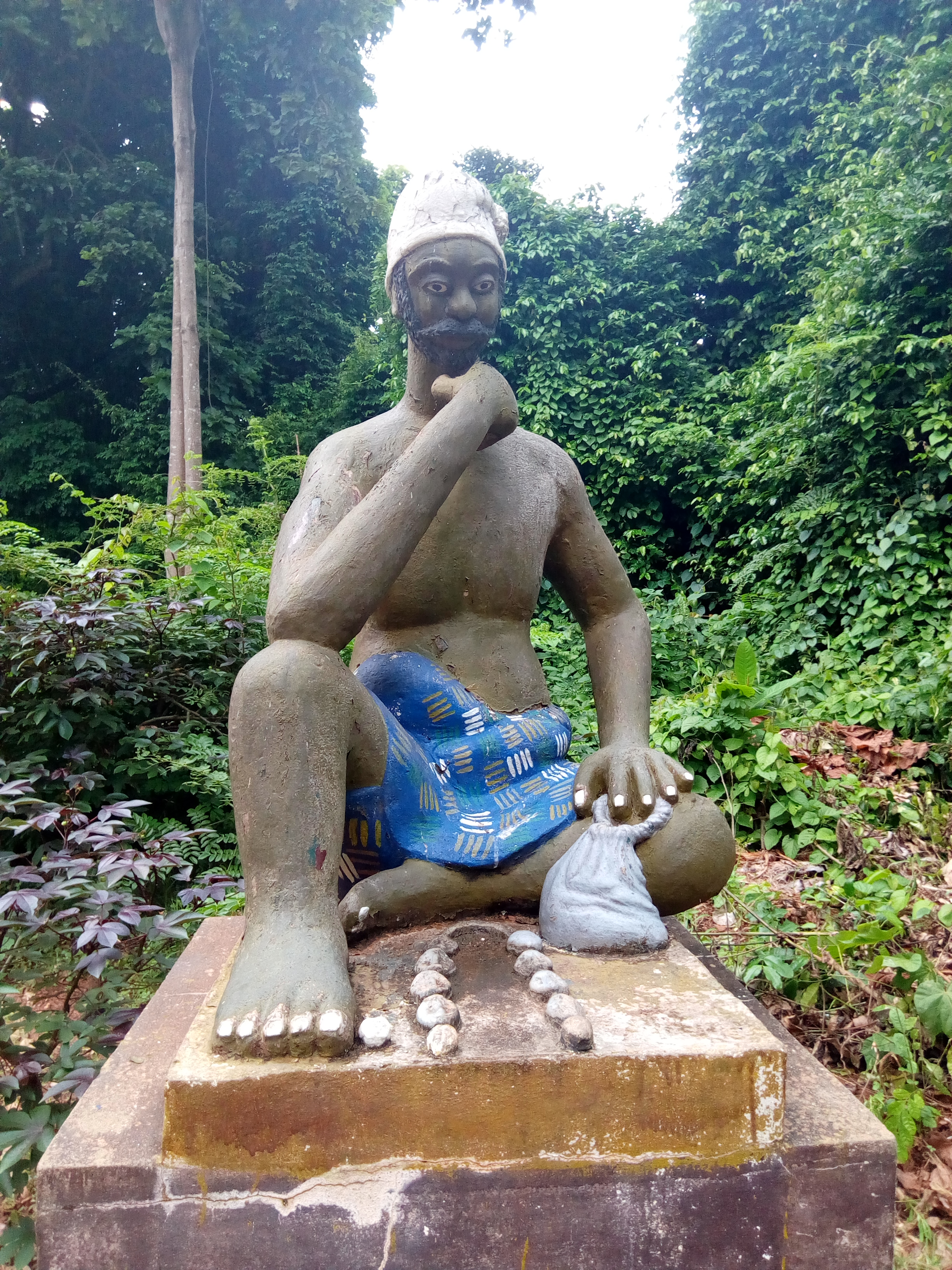
Devin.
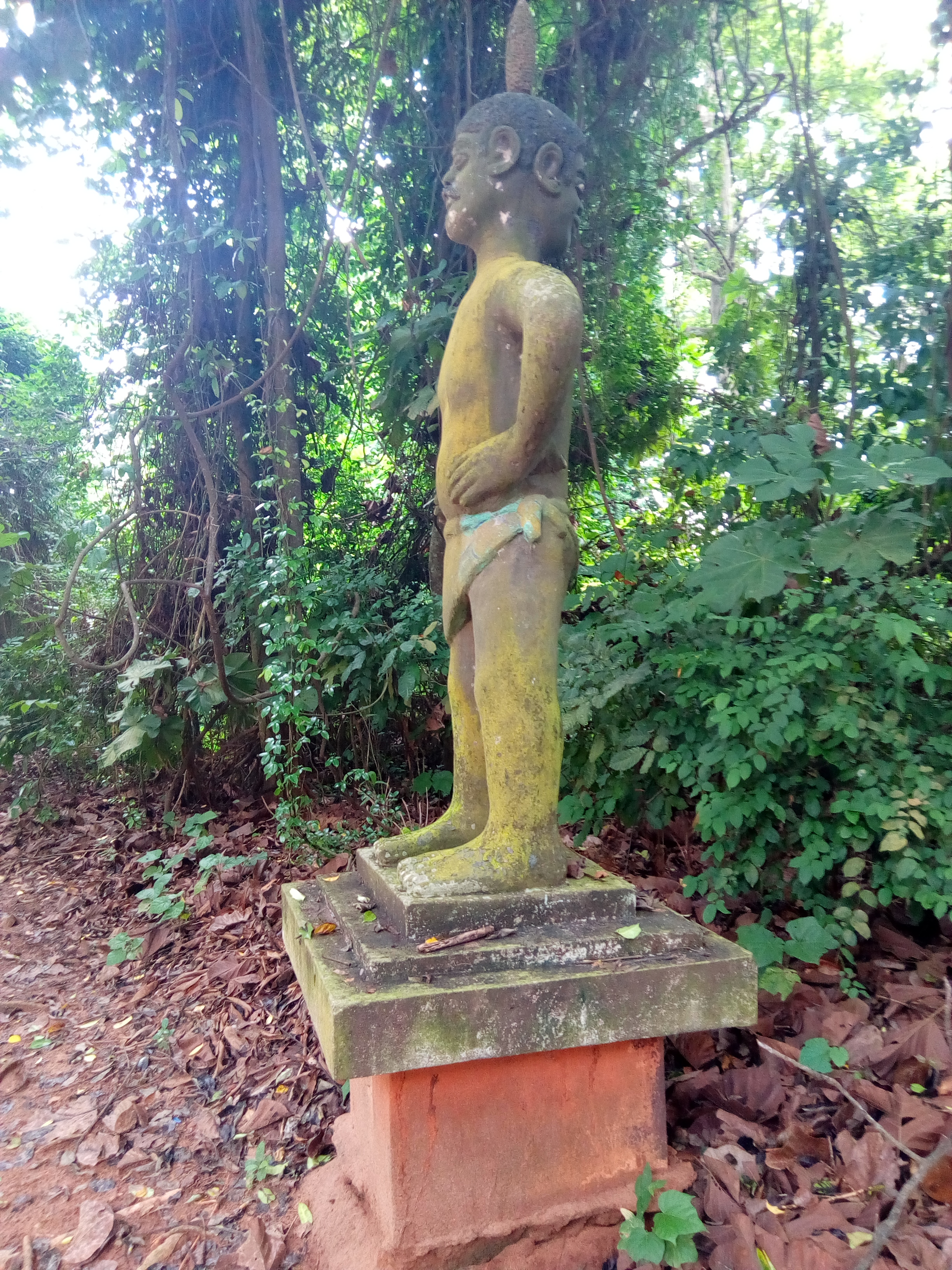
L'homme à deux visages.
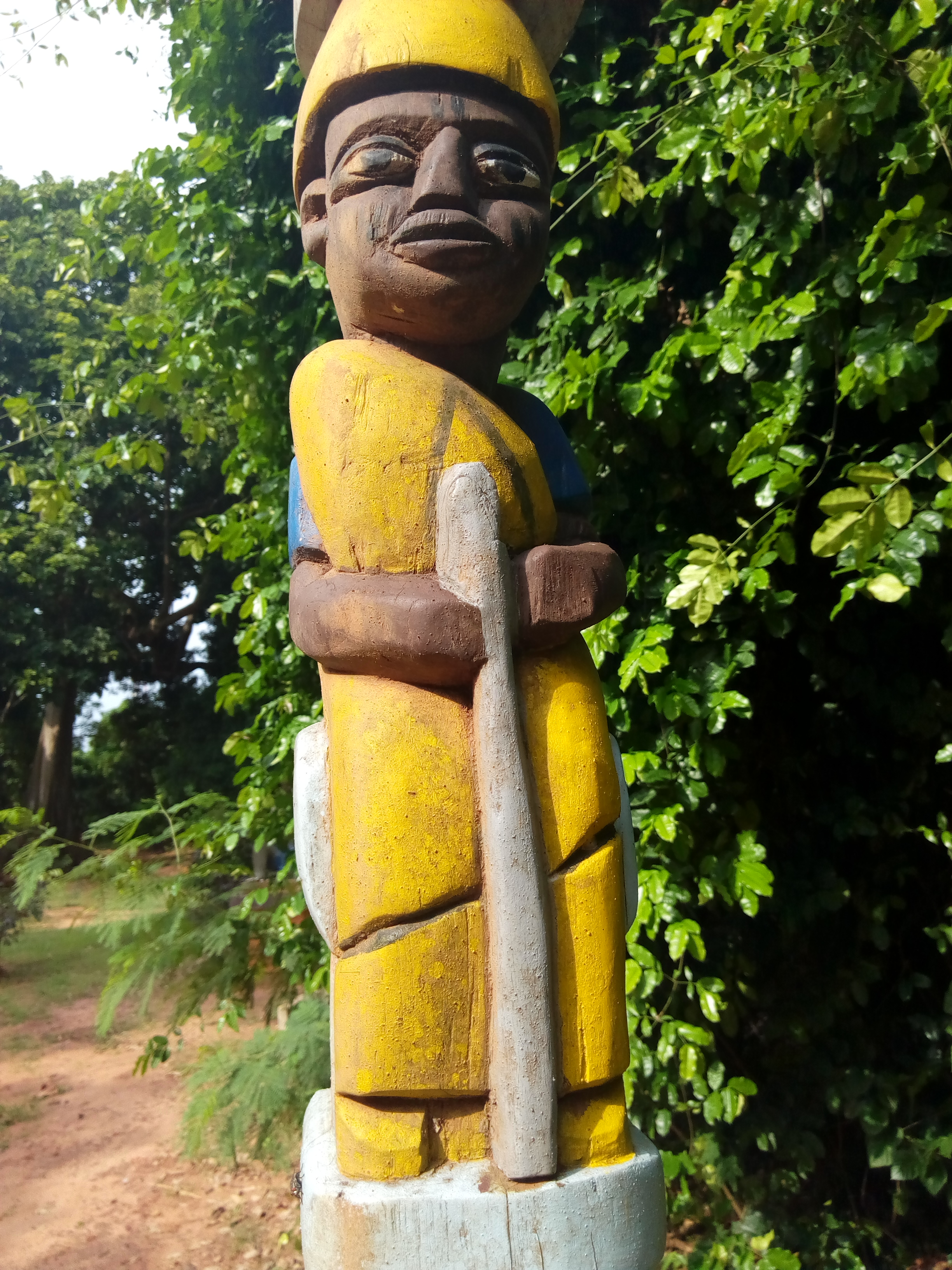
Ancien roi.
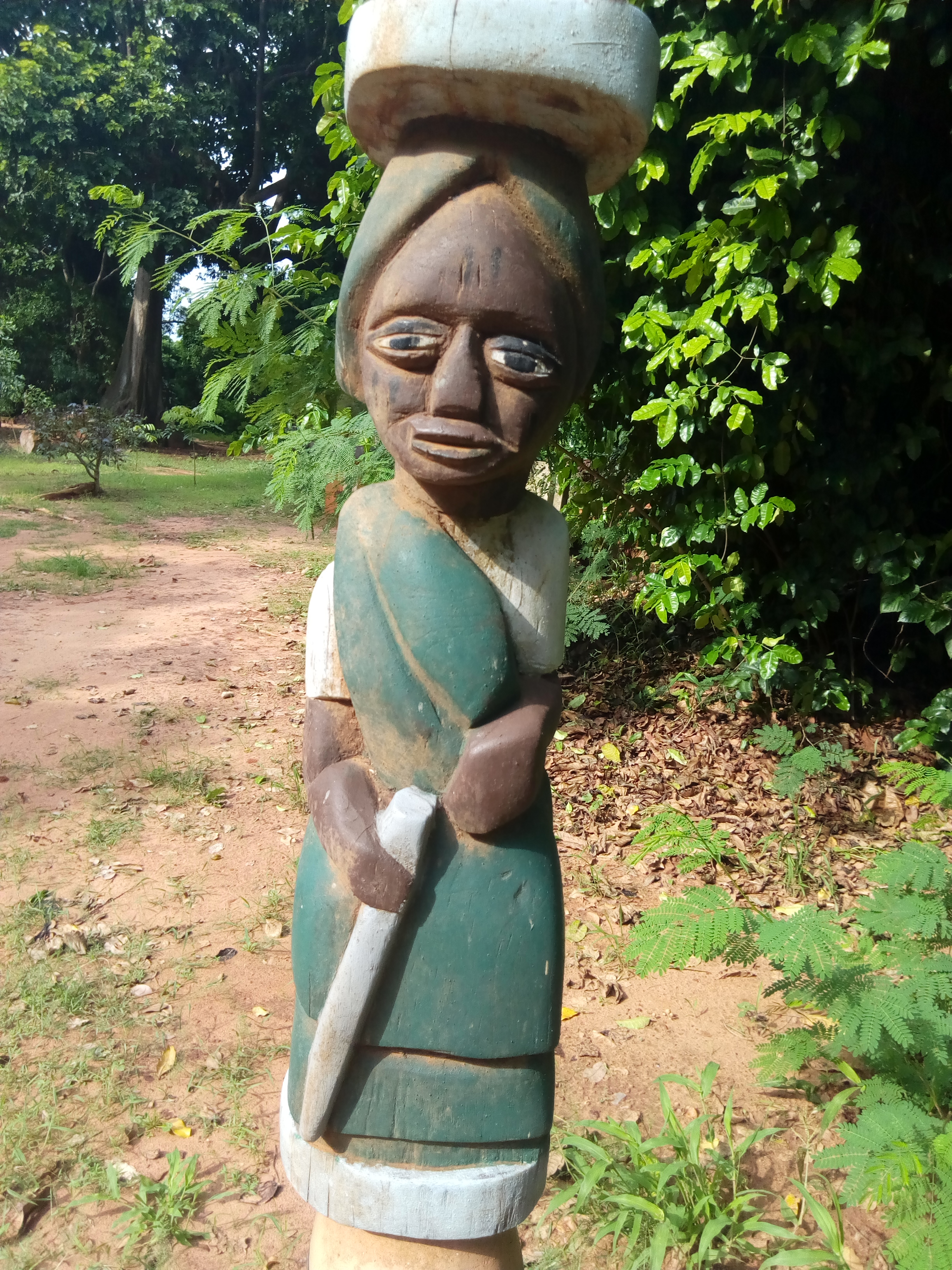
Personnage féminin.
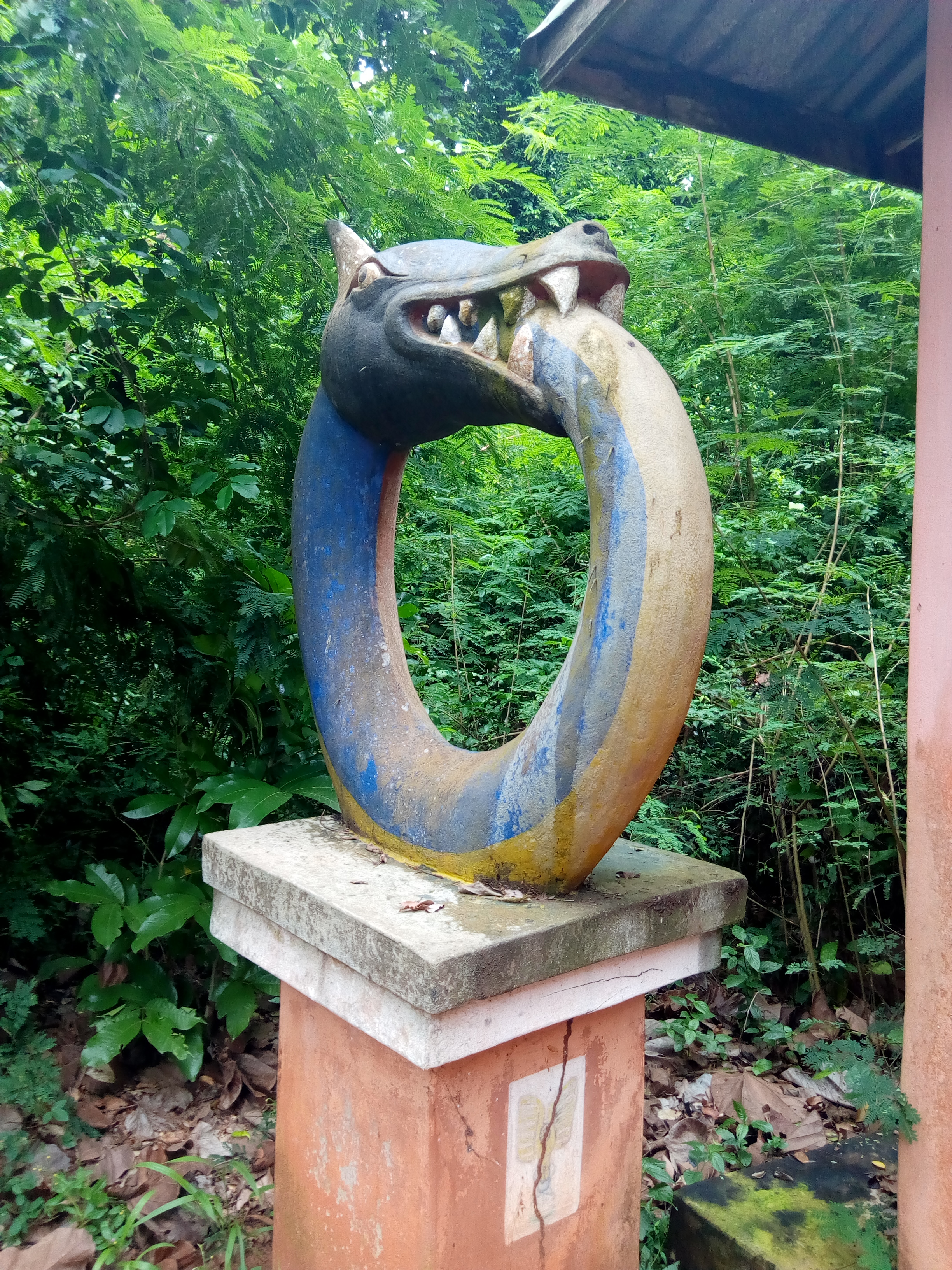
Arc-en-ciel
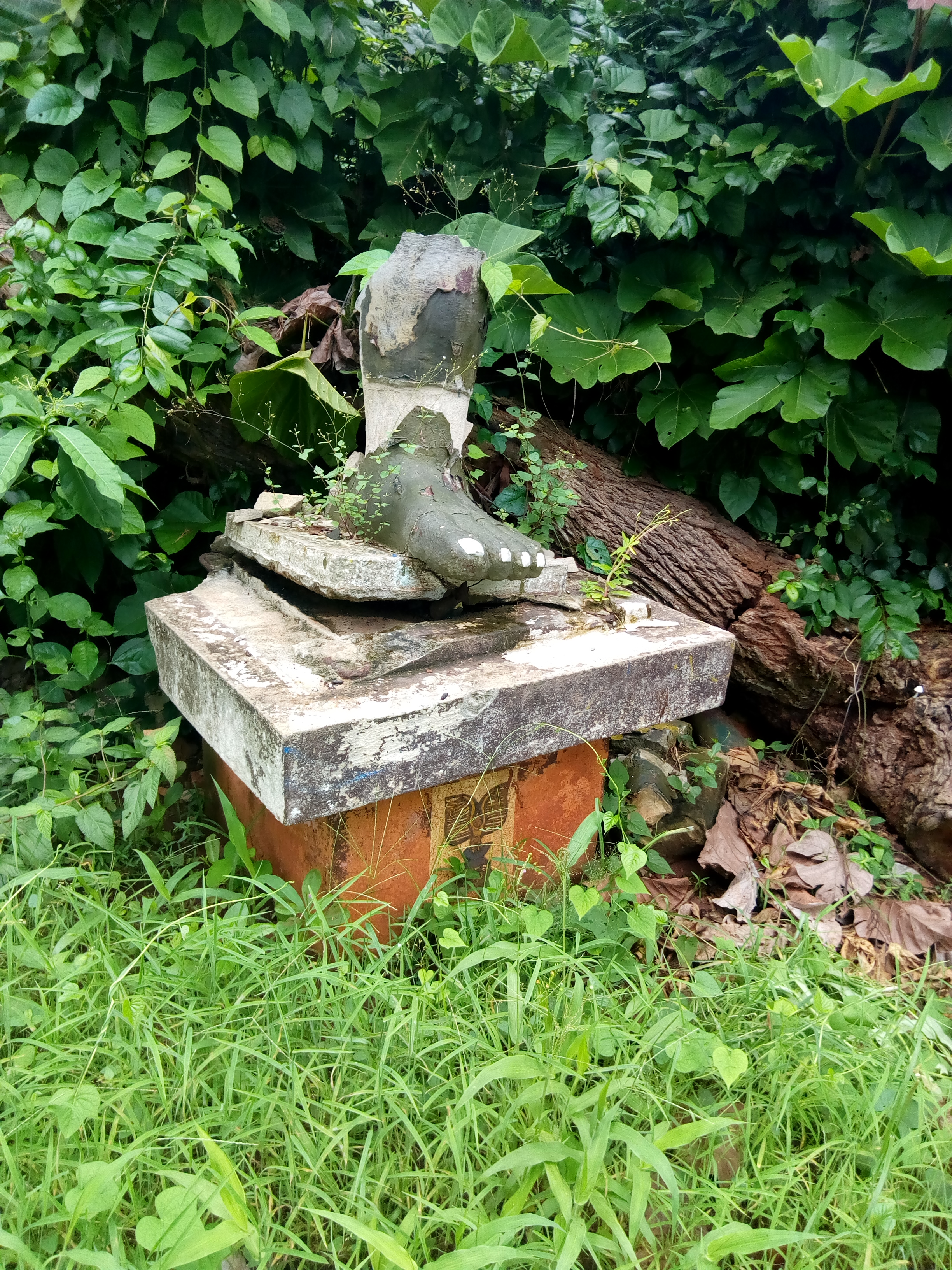
Agbadigan à la Forêt Sacrée de Kpassè
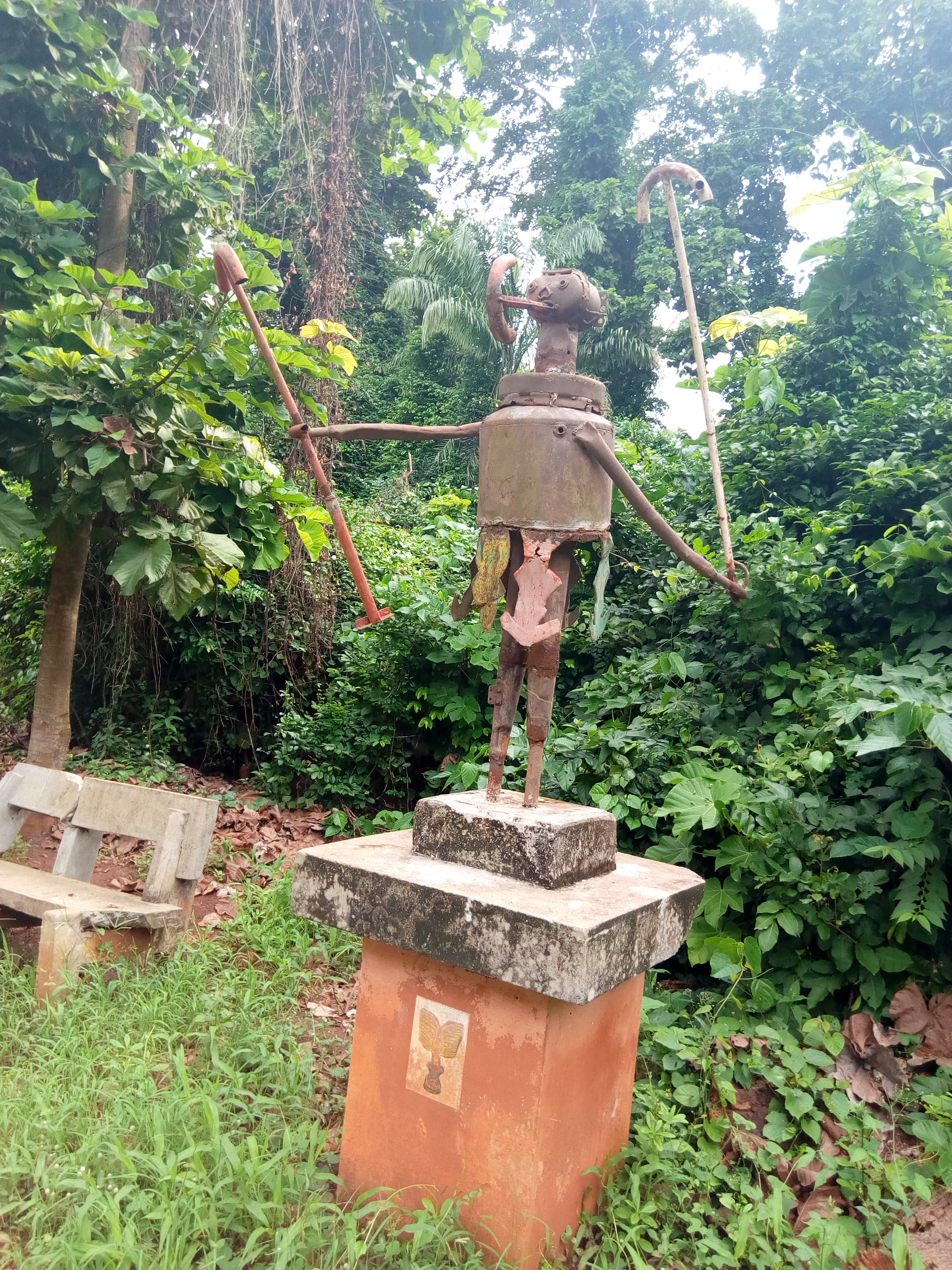
Le dieu du tonnerre à la Forêt Sacrée de Kpassè
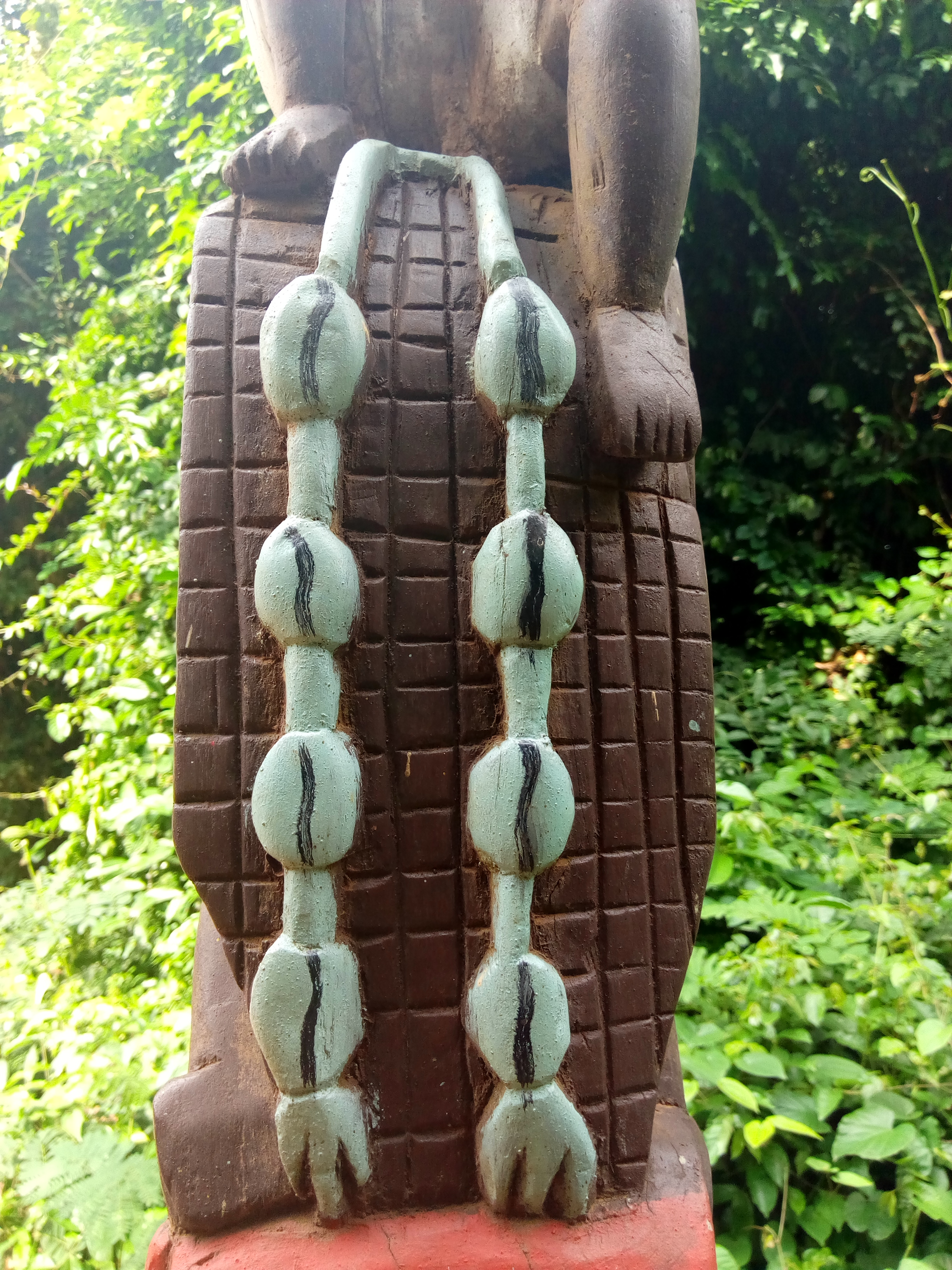
Chapelet d'un roi de Kpassè
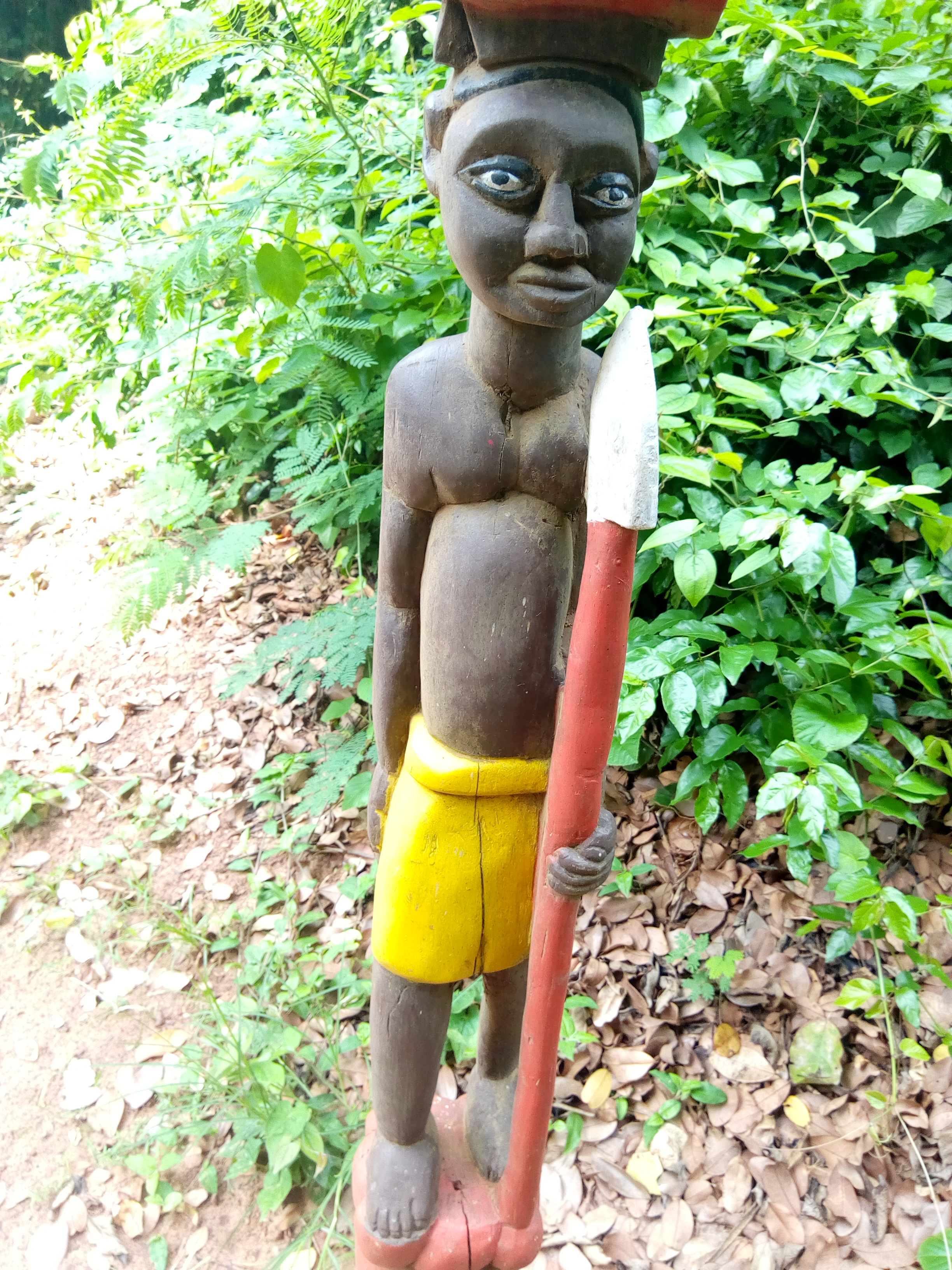
Un roi à la Forêt Sacrée de Kpassè
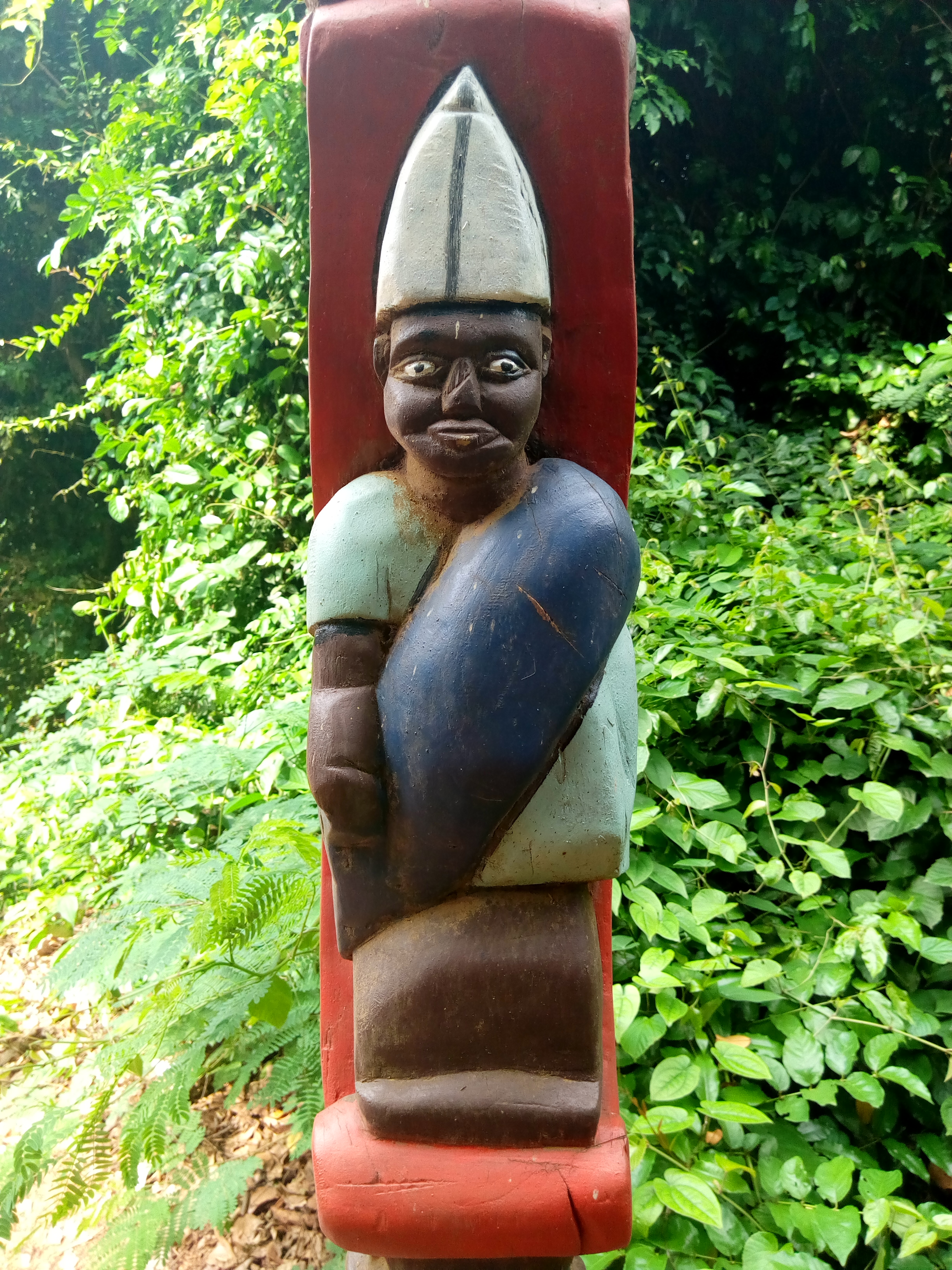
Mode d'habillement d'un roi à Kpassè
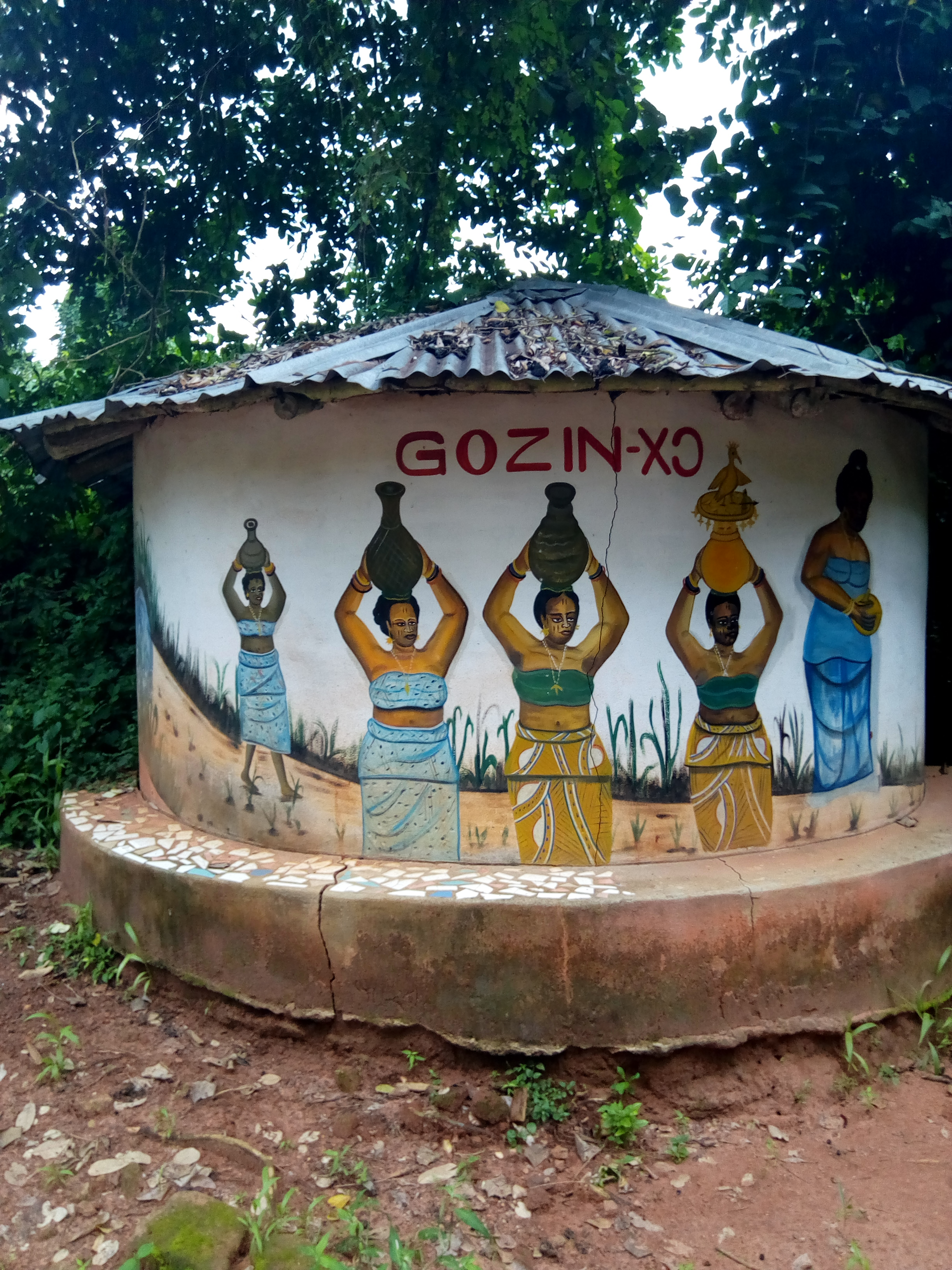
Gozin-xo à la Forêt Sacrée de Kpassè
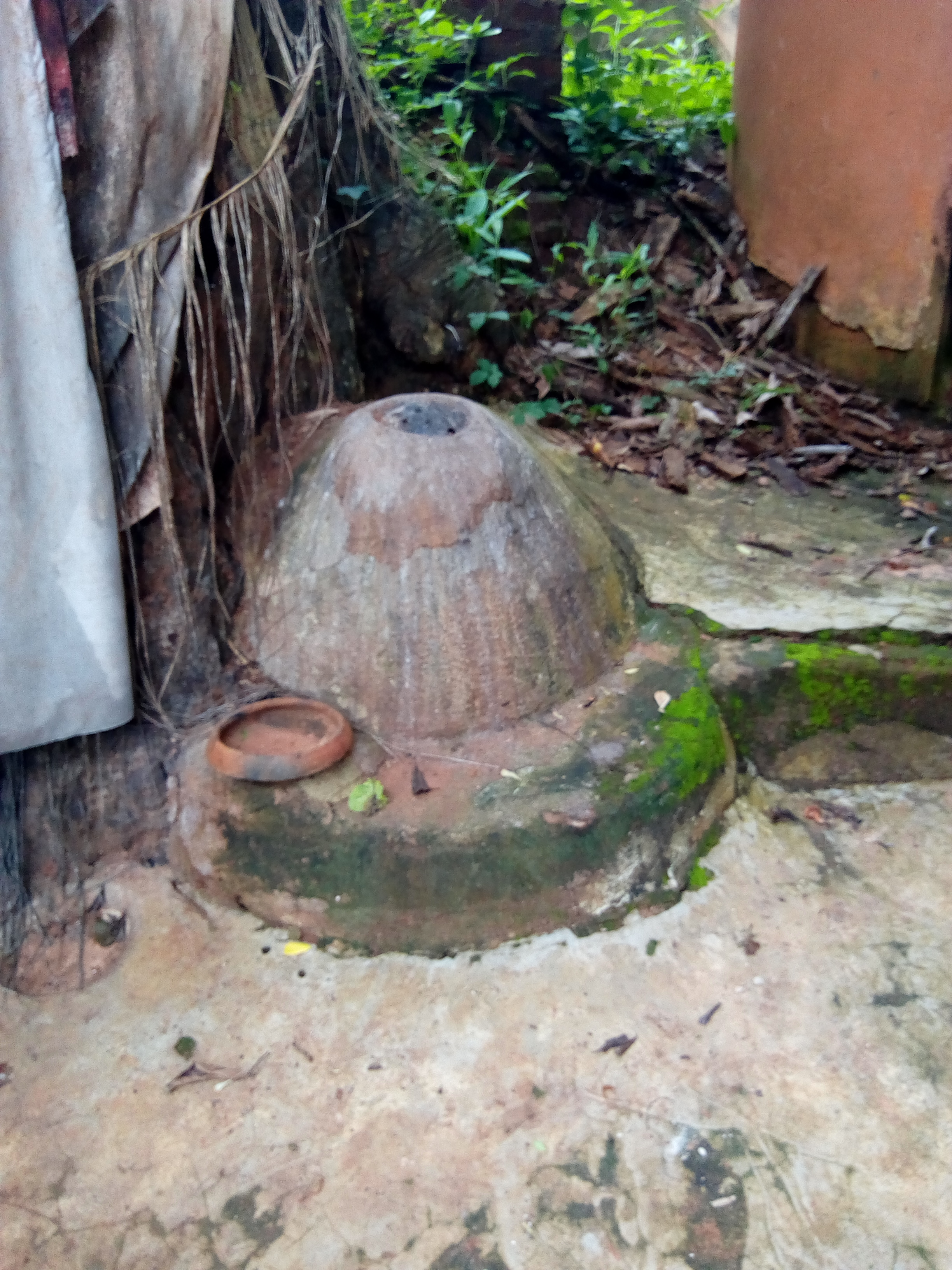
La jarre trouée en bas de l'iroko à la Forêt Sacrée de Kpassè

### Patrimoine végétal
La forêt sacrée est une forêt dense humide semi-décidue. Elle abrite 36 espèces réparties dans 20 familles, dont les plus représentées sont les suivantes : Leguminosae (6 espèces, soit 16,67 %), Moraceae (4 espèces, soit 8,33 %), Apocynaceae et Rubiaceae (3 espèces, soit 8,33 %). 
- Des  arbres fétiches vénérés et des plantes médicinales comme Newbouldia laevis;
- Des fromagers  et des essences consacrées, au pouvoir médicinal;
- Un grand iroko (Milicia excelsa) qui perdure encore depuis des siècles, symbole de la réincarnation du roi Kpassé disparu mystérieusement selon la légende.

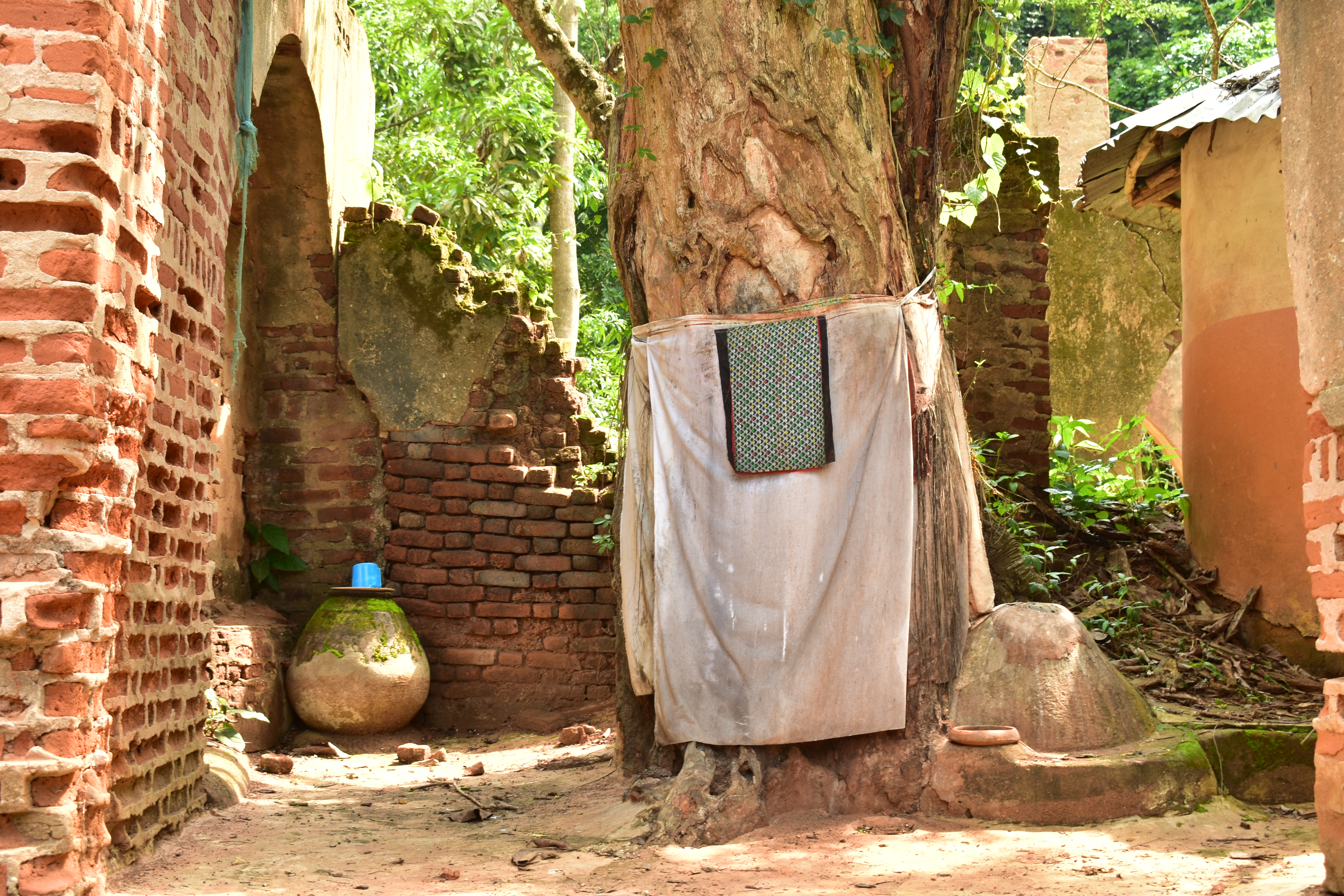
Iroko sacré, entouré d'un linge blanc.
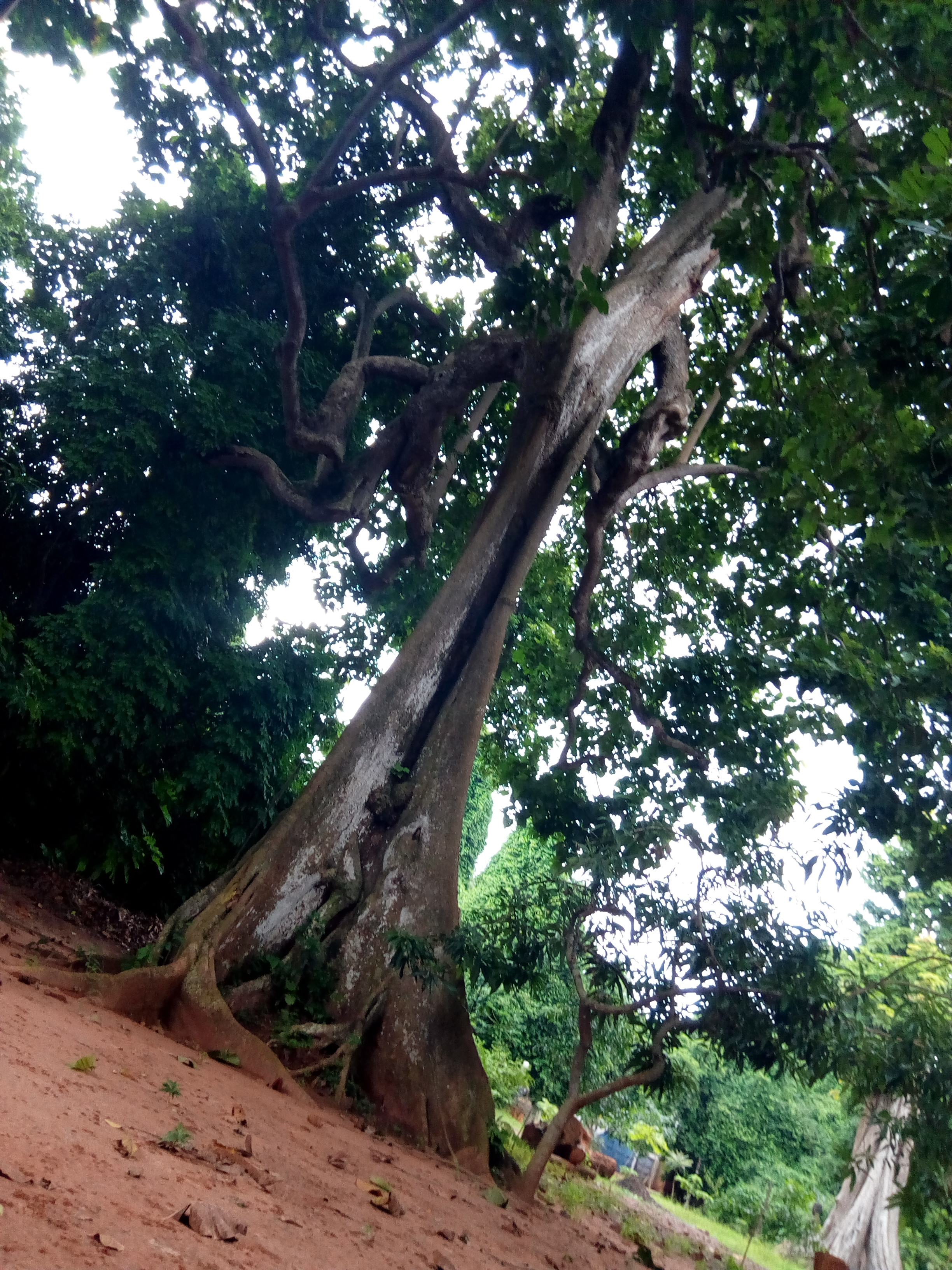
Faux kolatier géant.
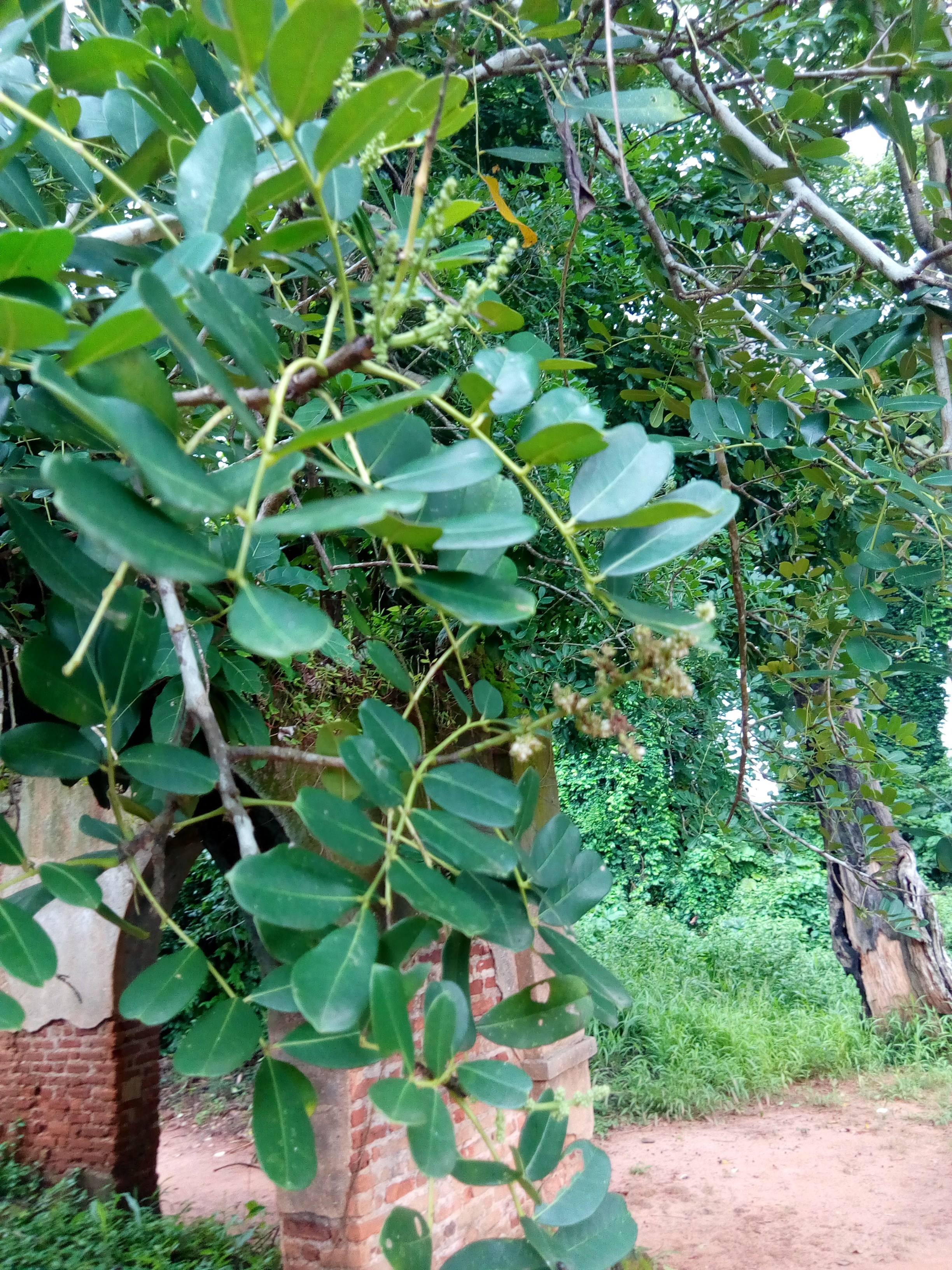
Feuilles de caïlcédrat.
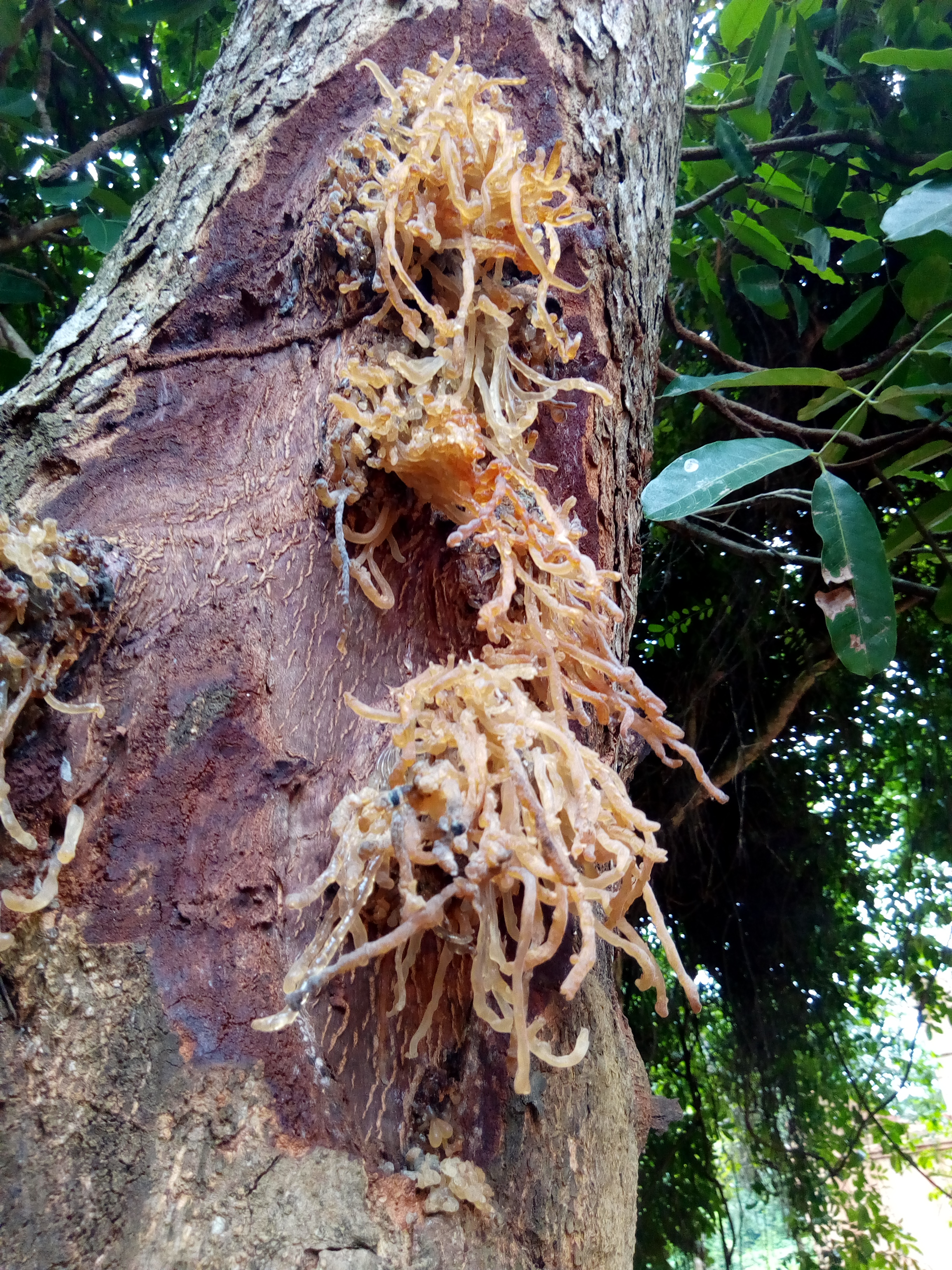
Sève du fromager.
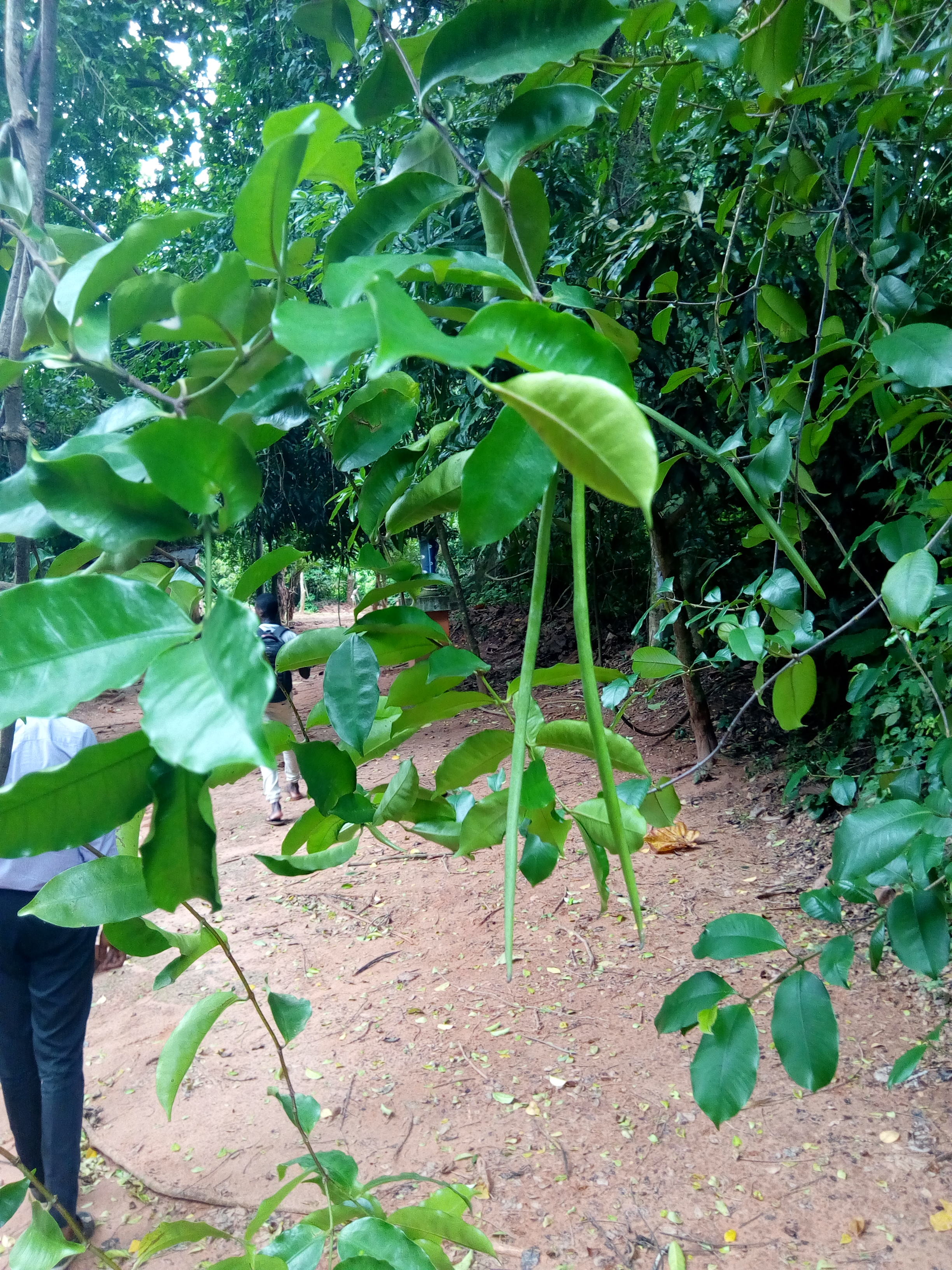
Plante médicinale.
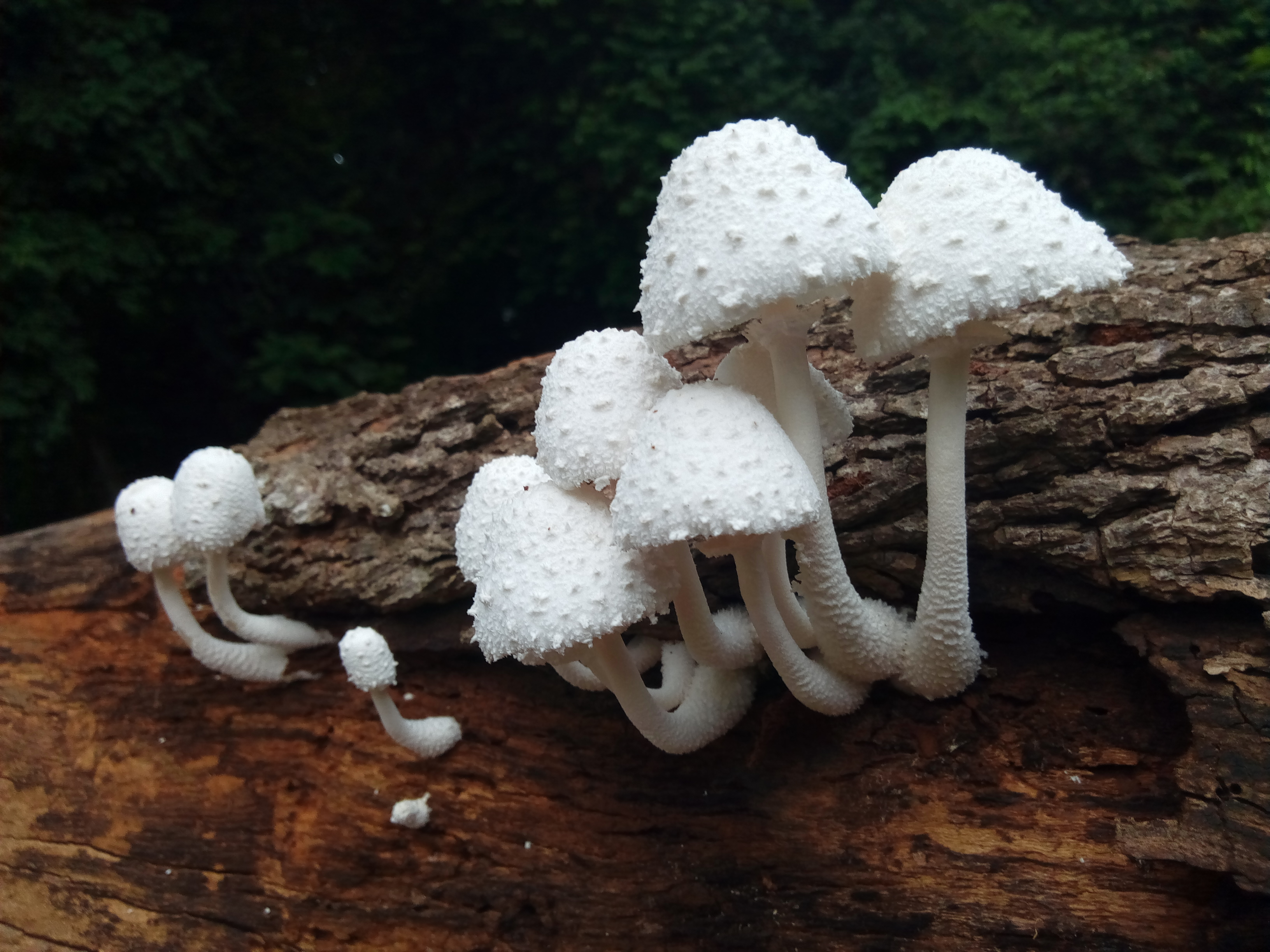
Champignons blancs.

### Patrimoine faunistique
La faune comprend notamment des écureuils et des serpents comme le python et la vipère. L’endroit comporte aussi de nombreuses espèces de chauves-souris.

### Note
- (fr) Cet article est partiellement ou en totalité issu de l’article de Wikipédia en français intitulé « Forêt sacrée de Kpassè » (voir la liste des auteurs).